# Callochromis macrops
Callochromis macrops là một loài cá in the Cichlidae. Nó được tìm thấy ở Burundi, Cộng hòa Dân chủ Congo, Tanzania, and Zambia. Các môi trường sống tự nhiên của chúng là intermittent hồ nước ngọt and inland deltas. Nó bị đe dọa do mất môi trường sống.